# Monique Lange
Monique Lange (París, 11 de septiembre de 1926 - 7 de octubre de 1996) fue una escritora, guionista y actriz francesa; activa en el medio desde los años sesenta hasta su muerte. 

## Biografía
Nacida en París en 1926, en el seno de una familia judía. Miembros de su familia fueron Henri Bergson y Emmanuel Berl. Pasó su infancia en Indochina. Conoció al escritor español Juan Goytisolo, con el que convivió desde 1956, desde uno de los primeros viajes del español a la capital francesa. Con él se casó en 1978. Tenía una hija, Carole Achache, fotógrafa y escritora, de un matrimonio previo con el sociólogo Jean-Jacques Salomon. Carole Achache es, a su vez, madre de la cineasta Mona Achache, autora del docudrama Little Girl Blue (película de 2023), en el que cuenta cómo sufrió abusos a los catorce años en Marrakech, por parte del novio marroquí de Goytisolo. El escritor, a quien ella admiraba y con quien se llevaba bien, le pidió que no revelara los hechos "dadas las diferencias culturales". En el docudrama, Mona cuenta también que su abuela Monique Lange había sido violada en manada en unos San Fermines en los años 50. Cuenta también que Jean Genet abusó de su madre, Carole, a los doce años. Dado el éxito de Genet, Monique Lange no dio importancia a la agresión sufrida por su niña. En Fille de, Carole Achache, que se suicidó en 2017, se refirió a su madre con estas duras palabras: "ya no sé si la quiero. La he protegido demasiado. Salí de su vientre como un milagro. Su nombre es Monique Lange, y tiene todos los ingredientes de un ángel. Podría prescindir de su sexo, de sus pechos, de su sangre y, sobre todo, del esperma. Y sin embargo yo vengo de ella”. Y añadió, refiriéndose a su boda con Goytisolo: "mi madre tenía la particularidad de amar sólo a los homosexuales”. Y señaló: "Juan vive como un sultán. Amir es el esclavo soñado. Las mujeres cocinan y barren”.
En 1980 publicó Histoire de Piaf, una biografía ilustrada con numerosas fotografías de la cantante Édith Piaf, reimpresa por Arcade Publishing en 2008; también publicó en 1989 Cocteau, Prince sans royaume [Cocteau, príncipe sin reino], una biografía del escritor Jean Cocteau. 
En el cine, sus contribuciones más importantes fueron como escritora y en adaptación de novelas y obras de teatro para el cine, aunque también actuó. Fue colaboradora de Roberto Rosselini y como editora fue clave en la divulgación en Francia de las obras de Miguel Delibes, Camilo José Cela y Ana María Matute.

## Trabajos

### Libros
- Les poissons chats (1959)
- Les platanes (1960)
- The kissing fish (1960)
- The Plane Trees (1965)
- Une drôle de voix (1966)
- Cannibales en Sicile (1967)
- A beach in Spain; with Rue d'Aboukir, and, the burial (1971)
- Une petite fille sous une moustiquaire (1972)
- Histoire de Piaf (1980)
- Las casetas de baño (1983)
- Cocteau, Prince sans royaume [Cocteau, príncipe sin reino] (1989)
- Les cahiers déchirés (1994)

### Filmografía

#### Como actriz
- Partir, revenir [Partir, regresar] (1985)

#### Como guionista
- Vanina Vanini (1961)
- Les vierges (1963)
- La prisionera (1968)
- La invitada (1969)
- Le petit matin (1971)
- La pente douce (1972)
- Hellé (1972)
- Antoine et Sébastien (1974)
- Adiós, Emmanuelle (1977)
- Une robe noire pour un tueur (1981)
- La truite [La trucha] (1982)
- Un hombre y una mujer: 2.ª parte (1986)
- Accroche-coeur (novela "Les platanes") (1987)

### Televisión
- Vive le cinéma (1972)
- L'académie des 9 (1982)
- Du côté de chez Fred (1989)
- Bouillon de culture (programa documental) (1995)